# یان چپمن (بازیکن فوتبال)
یان چپمن (انگلیسی: Ian Chapman؛ زادهٔ ۳۱ مهٔ ۱۹۷۰) بازیکن فوتبال اهل بریتانیا است.
از باشگاه‌هایی که در آن بازی کرده‌است می‌توان به باشگاه فوتبال برایتون اند هوو آلبیون، باشگاه فوتبال گیلینگام، و باشگاه فوتبال وایت‌هاوک اشاره کرد.